# حول فن المأساة

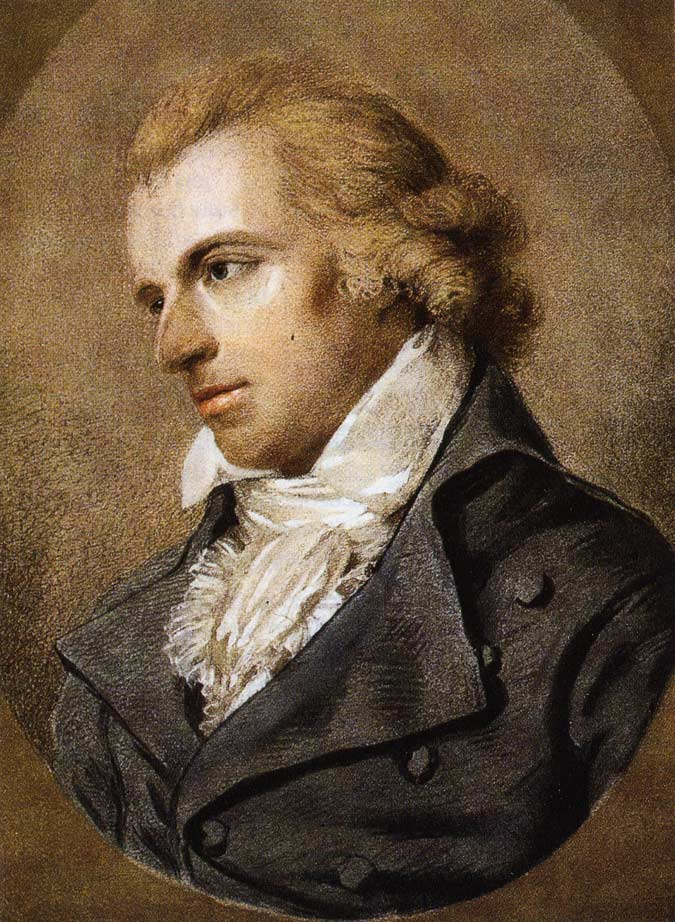
فريدرش شيلر

حول فن المأساة (بالألمانية: über die tragische Kunst) عنوان مقالة من تأليف الكاتب الألماني فريدرش شيلر (1759-1805)، المقالة تتحدث عن طبيعة وغرض المأساة من منظور فلسفي أدبي. نُشرت للمرة الأولى في العام 1792 في مجلته «تاليا» (Thalia).

## وصلات خارجية
- حول فن المأساة، على ويكي مصدر الألمانية.
- حول فن المأساة، على كتب جوجل.
- حول فن المأساة، على موقع أمازون.
- حول فن المأساة، على أرشيف الإنترنت.
- حول فن المأساة، على الفهرس العالمي.